# Чжан Чунхуа
Чжан Чунхуа (кит. трад. 張重華, упр. 张重华, пиньинь Zhāng Chónghuá, 327—353), взрослое имя Тайлинь (泰臨) — китайский чиновник, фактический независимый правитель государства Ранняя Лян.

## Биография
Отцом Чжан Чунхуа был Чжан Цзюнь, который уже правил Ранней Лян как де-факто независимый правитель. Чжан Чунхуа был его вторым сыном, но по неизвестной причине когда ему исполнилось 6 лет, отец именно его сделал своим официальным наследником. В 339 году, когда Чжан Чунхуа было 12 лет, отец передал ему часть своих полномочий. В 349 году Чжан Цзюнь разделил свои владения на три провинции, и сделал Чжан Чунхуа губернатором одной из них. В том же 346 году Чжан Цзюнь скончался, и Чжан Чунхуа унаследовал использовавшиеся им титулы: для внутреннего употребления — цзиньский титул «Сипинского удельного гуна» (西平郡公), а в общении с Поздней Чжао — титул «Лянского князя» (凉王).
В исторических хрониках Чжан Чунхуа описан как средний по уровню правитель, уделявший слишком много времени развлечениям и удовольствиям. Вскоре после его восшествия на престол генералы Ван Чжо и Ма Цю, состоявшие на службе у Поздней Чжао, напали на Раннюю Лян и захватили её земли к югу от реки Хуанхэ, включая важный город Цзиньчэн. Чжан Чунхуа направил на борьбу с ними Се Ая, и тот смог отбить их дальнейшие нападения, но земли южнее Хуанхэ были потеряны. В 347 году из империи Цзинь прибыл посол Юй Гуй, который предложил Чжан Чунхуа ряд должностей и титулов, однако среди них не было желаемого им титула «Лянского князя».
Вскоре государство Поздняя Чжао развалилось, и значительная часть его бывших западных земель оказалась под властью Фу Цзяня, основавшего в 351 году государство Ранняя Цинь. Ван Чжо, контролировавший земли в восточной части современной провинции Ганьсу, объявил себя подданным государства Ранняя Янь, однако не смог противостоять Ранней Цинь, и в конце 352 года или начале 353 перешёл на сторону Ранней Лян. Чжан Чунхуа был рад заполучить такого опытного полководца, рассчитывая использовать его против Ранней Цинь, и принял его хорошо. Весной 353 года он направил Ван Чжо, Чжан Хуна и Сун Сю с 15-тысячным войском против Ранней Цинь, но оно потерпело жестокое поражение, потеряв до 80 % солдат. Ван Чжо сумел спастись и бежал в столицу Гуцзан. Чжан Чунхуа дал ему ещё 20 тысяч человек, и летом 353 года он захватил значительную часть бывшей цзиньской провинции Цинчжоу (восточная часть современной Ганьсу). После этого Чжан Чунхуа отправил петицию императору Му-ди, предлагая совместный удар по Ранней Цинь, но цзиньские власти в тот момент оказались не заинтересованными в таких действиях.
Позднее в том же году Чжан Чунхуа заболел, и назначил своего 9-летнего сына Чжан Яолина официальным наследником. Его старший брат Чжан Цзо сговорился с подручными Чжан Чунхуа — Чжао Чжаном и Вэй Ци — и те ложно обвинили Се Ая в преступлениях, после чего тот был выслан из столицы. Зимой, когда болезнь Чжан Чунхуа усилилась, тот попытался вернуть Се Ая в качестве регента для Чжан Яолина, но Чжан Цзо смог перехватить этот приказ. Вскоре Чжан Чунхуа скончался, и Чжан Цзо стал регентом при Чжан Яолине, а в 354 году узурпировал трон.